# Gaxate
São Pedro de Gaxate é uma paróquia do concelho da Lama, com 187 habitantes (valores de 2004).
A paróquia é banhada pelo rio Oitavén.
A paróquia conheceu uma importante emigração com destino, maioritariamente, a Portugal, Brasil e Europa.